# Józef Szajna
Józef Szajna ( 13 de marzo de 1922-24 de junio de 2008), pintor, escenógrafo, director de escena polaco, profesor de la Academia de Bellas Artes de Varsovia. Durante la II guerra mundial deportado en los campos de concentración de Auschwitz y Buchenwald.

## Vida y obra
Szajna, pintor, escenógrafo, director de escena, nace en 1922 (Rzeszów, Polonia). Pasa los años de la ocupación deportado en los campos de concentración de Auschwitz y Buchenwald, años que —según él— constituyeron su examen de madurez. En efecto, Szajna no contaba con escapar a la suerte, a la indeseada suerte que corrieron muchos de sus circunstanciales compañeros de encierro. Los «kappo» manipulaban su angustia: «Aquí uno entra por la puerta, pero sale por la chimenea del horno crematorio», y el terror o la locura acechaban con su filo de miedo desde las esquinas de aquellos pabellones, haciendo presa —antes o después— en ellos. Pero él fue uno de los pocos que sobrevivieron para poder contarlo: «Mi identidad política la llevo marcada en mi brazo -dice-. He sido y seré siempre un antifascista.» Aunque a veces estima que hablar de esos recuerdos es una cuestión solo personal, y nada más. No obstante, en el teatro de este director cobran un nuevo sentido las obsesiones que se derivan de tal experiencia: «Después de Auschwitz no se pueden pintar más flores», dirá en alguna ocasión. Y en seguida va a ofrecer una muestra que proyecte esa lucidez en la composición «Reminiscencias», obra en la que trabaja durante años, modificándola sin cesar, donde Szajna evoca la memoria de los victimados en los campos de exterminio. En sus composiciones pictóricas, al igual que sucederá en el teatro, intenta, a través de esta memoria del infierno concentracionario, que sucesos tales no se queden tan solo en una fría página de la historia: convierte ese material en un alegato, en una denuncia, en una puesta en guardia contra la estupidez y los horrores de cualquier época.
Realiza estudios en la ASP de Cracovia y se diploma en artes gráficas en 1952 y en escenografía en 1953.
En los años 1955-1966 ya era director artístico del Teatro Ludowy (Teatro Popular) de Cracovia, donde su creación plástica ocupaba un lugar predominante en las obras puestas en escena (entre otras "El Revisor" de Gógol, "La princesa Turandot" de C. Gozzi, "Hombres y ratas" de J. Steinbeck o "Los antepasados" de A. Mickiewicz). 
En el año 1972 creó el "Warszawskie Centrum Sztuki [«Studio»"] (El Centro de Arte de Varsovia).
Colaboró con teatros de Inglaterra, Holanda, Alemania, Israel, Egipto Turquía, Portugal y España.
La concepción del teatro abierto que proclama Szajna encuentra sus raíces en los trabajos de Leon Schiller (1887 -1953), también director teatral e importante teórico de la escena polaca, que asimismo participa de las directrices investigadoras de Erwin Piscator y Bertolt Brecht. Sin embargo, es Szajna quien en montajes como «Witkacy» —collage realizado sobre diversos textos de Witkiewicz— consigue una revolución en el tratamiento del espacio escénico, inaugurando así un novísimo lenguaje, diferenciado, teatralmente muy complejo y sugeridor, de modo que aparecen nuevos signos que adquieren su propia vida objetual: colchones, grandes palanganas, máscaras, enormes maniquíes que se descuelgan de los trapecios, gigantescas bolas y fardos que por momentos dominan la totalidad del espacio escénico. Y así, todos los elementos escenográficos que utiliza en la mayoría de sus montajes nos revelan, por lo mismo, ese carácter plástico y abierto de su teatro: la luz, el sonido, la música (Penderecki, Schaffer, etc.), las imágenes ofrecidas a través de proyectores colocados estratégicamente fuera del escenario, o por dentro del mismo, laberínticas composiciones a base de tuberías metálicas ennegrecidas, trapecios, cuerdas, escaleras, zapatos viejos (en cantidades ingentes), formas esféricas de papel y yute amasado, endurecido, fardos gigantescos, ruedas de bicicleta, aparatos extintores, etcétera, dando lugar a un ámbito integrador de formas nuevas.
Józef Szajna es, junto a Tadeusz Kantor, Konrad Świnarski y Jerzy Grotowski, uno de los grandes renovadores de la moderna escena polaca. Entre sus puestas en escena más importantes cabe destacar: «Akrópolis», de Wyspiański, en realización de Szajna-Grotowski, con el Teatro Laboratorio; «El Castillo», de Kafka; «El Baño» de Mayakovski; «Don Quijote»; «Fausto»; «Cervantes» (sobre textos del universal autor y su montaje más reciente), y finalmente el duro alegato contra la guerra y el fascismo titulado «Replika».
Formó parte de numerosas asociaciones internacionales de artistas, dirigió la Asociación de Cultura Europea, fue miembro de la Academia italiana de Artes y Trabajo, y miembro honorífico de la Association Internationale des Arts Plastiques y de La Asamblea Internacional de Auschwitz. En el 50 aniversario de la liberación de Auschwitz coordinó los trabajos de la exposición dedicada a las víctimas del nazismo.
Murió en Varsovia el 24 de junio de 2008.